# Padár
Padár là một thị trấn thuộc hạt Zala, Hungary. Thị trấn này có diện tích 10,69 km², dân số năm 2010 là 129 người, mật độ 12 người/km².